# 企画局 (琉球政府)
企画局（きかくきょく）は、琉球政府の行政事務部局のひとつ。政策の企画などを所管した。
1965年8月1日の機構改革において、計画局が改称されたものである。

## 所掌事務
企画局の所掌事務は以下の通りである（1972年5月14日現在）
- 政府の基本的政策の総合計画及び調整に関すること
- 経済計画の策定及び推進に関すること
- 総合開発及び地域開発に関すること
- 経済動向、外国人の投資、国民所得その他経済に関する調査、研究及び分析に関すること
- 物価についての総合調整に関すること
- 政府の予算、決算及び会計に関すること
- 統計に関すること

## 組織
企画局の組織は以下の通りである（1972年5月14日現在）。支分部局、附属機関はない。

### 内部部局
- 局長直属
  - 総務課
- 企画部
- 予算部
  - 予算課
  - 司計課

### 外局
- 首都建設委員会
- 統計庁